# フェライのイアソン
フェライのイアソン（英: Jason of Pherae, ギリシャ語: Ἰάσων ὁ Φεραῖος, ? - 紀元前370年、在位：？ - 紀元前370年）は、テッサリアの都市フェライの僭主である。
ボイオティア戦争中の紀元前370年代にテッサリアの軍事指導者であるタゴスの地位を与えられ、その狡猾な手腕と軍事改革によってテッサリアを一代で強力な軍事国家に変貌させた。イアソンはギリシア全土を統一してペルシアへ侵攻する野心を持っており、その業績は、彼の死後に台頭することとなるマケドニアのフィリッポス二世やアレクサンドロス大王の先駆けとみなされることが多い。

## 生涯
その出自は謎に包まれており、史料では前370年代にフェライの僭主として初めてその名が登場する。ディオドロスの一節によると前395年ごろのフェライの僭主はリュコフロンであり、イアソンはその息子か親戚にあたるとされる。イアソンは野心にあふれた精力的な人物で、臣下に対する統治は穏健かつ厳正であった。キケロは彼を、自らの計画を巧妙に隠し、敵の計画を阻止する策略の才に関してテミストクレスと並んで優秀なギリシア人であったと評している。イアソンは同時期の哲学者ゴルギアスの修辞学に通じており、イソクラテスと面識があったとされる。
前377年ごろ、イアソンはエウボイアのネオゲネスに軍事援助を行い、ネオゲネスはアッティカ地方の都市ヘスティアの城塞を占拠して自らがその僭主を名乗った。
前375年ごろ、イアソンはテッサリア全域を征服した。テッサリアがボイオティア同盟の同盟国として反スパルタ側に立っていたため、スパルタの同盟国であったファルサルスはイアソンの支配を拒み続けたが、彼は軍事的な征服を選ばず、ファルサルスの指導者であったポリュダモスを懐柔することで支配下に加えた。また、テッサリアを強力な軍事大国にすべく改革を行い、騎兵6000騎、歩兵10000人以上からなる常備軍を編成した。
前371年、レウクトラの戦いにイアソンはテッサリアの増援歩兵1500人と騎兵500騎を率いてボイオティア軍側で参戦した。会戦の直前、イアソンはボイオティア軍、スパルタ軍双方に赴いて休戦の提案を行ったが、休戦は実現せず、この戦いはテーバイの名将エパミノンダスの奇策によりボイオティア連合の勝利に終わった。
レウクトラの戦いで敗北したスパルタはもはや覇権を失い、かつてスパルタと並び二強時代を築いたアテネは海洋国家を自称するだけとなり、アルゴスは内戦で疲弊し、またテーバイはギリシアを支配するには力不足であるという理由で、イアソンはテッサリアこそがギリシアに覇を唱えるべきだと主張した。かくしてテッサリアは彼を正式な指導者に選び、マケドニアと同盟を組み、周辺の諸部族を味方につけ、ギリシア支配への動きを始めた。

## 死
レウクトラの戦いの翌年の前470年、イアソンは7人の若者によって暗殺された。その動機については、政治的感情によるという説や、弟のポリュドロスが黒幕という説が存在するが、詳しくは分かっていない。
イアソンの死後もタゴスの地位は存続し、1年後に暗殺されたポリュドロスの後にその息子であるアレクサンドロスが地位を継承したが、その統治はイアソンとは対照的な悪政であったとされ、テッサリアは衰退へ向かった。
イアソンの死から8年後、テーバイがマンティネイアの戦いでエパミノンダスを失ったことでギリシアを主導できるポリスがいなくなったため、ポリスの時代は事実上終わりを告げ、ギリシアはマケドニアやローマに呑まれていくこととなった。